# Dansk Mode & Textil
Dansk Mode & Textil (DM&T) er en dansk branche- og arbejdsgiverforening, der varetager interesserne for virksomheder i den danske mode- og tekstilbranche.  Hovedkontoret er beliggende i Birk ved Herning, mens der er en afdeling i København. Afdelingen i København har siden 2013 været en del af KICK (Kopenhagen Internationele Center for Kreativitet), der er et samarbejde med Kopenhagen Fur om at skabe samarbejder mellem modevirksomheder i Europa og Kina.  I alt beskæftiger foreningen ca. 25 medarbejdere. 
Organisationen blev grundlagt i 1895 som Textilfabrikantforeningen. Navnet blev senere ændret til Dansk Textil & Beklædning, hvilket var navnet frem til 2009, hvor foreningen fik det nuværende navn. Dansk Mode & Textil arbejder med rådgivning af medlemmer, netværksdannelse mellem medlemmer og lobbyarbejde til gavn for branchen. 
Dansk Mode & Textil har ca. 340 medlemmer. Medlemslisten omfatter bl.a. virksomheder som Bruuns Bazaar, Samsøe & Samsøe, hummel international og Egetæpper.
Dansk Mode & Textil er medlem af Dansk Arbejdsgiverforening og den europæiske sammenslutning af mode- og tekstilforeninger i Europa, EURATEX. 